# Charianthus
Charianthus là chi thực vật có hoa trong họ Mua.

## Hình ảnh

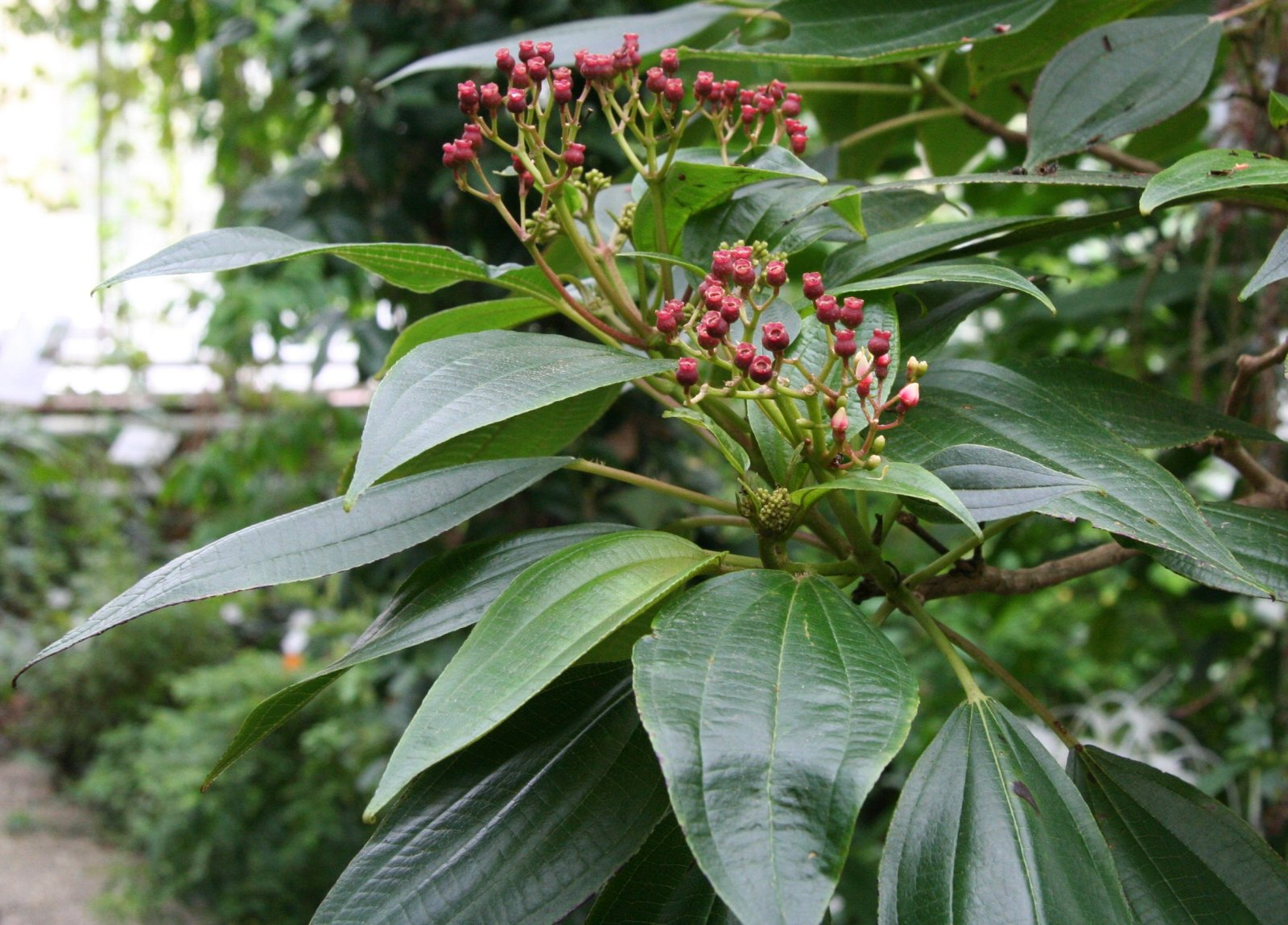